# Vicinamibacter
Vicinamibacter es un género de bacterias gramnegativas de la familia Vicinamibacteraceae. Actualmente contiene una sola especie: Vicinamibacter silvestris. Fue descrita en el año 2016. Su etimología hace referencia a bacteria amante de los vecinos, por formar agregados en medio líquido. El nombre de la especie hace referencia a silvestre. Es aerobia e inmóvil. Tiene un tamaño de 0,6-0,7 μm de ancho por 1,3-2 μm de largo. Catalasa y oxidasa positivas. Forma colonias amarillas, circulares, convexas, opacas y con márgenes enteros. En medio líquido forma agregados incluso en agitación. Temperatura de crecimiento entre 12-40 °C, óptima de 25-31 °C. El tiempo de duplicación es de 17,4 horas. Es resistente a ampicilina, carbenicilina, kanamicina, cloranfenicol, eritromicina, tetraciclina y gentamicina. Sensible a estreptomicina. Tiene un contenido de G+C de 65,9%. Se ha aislado de suelo de sabana en Mashare, Namibia. 